# Indra Sahdan Daud
Indra Sahdan Daud (Singapore, 5 marzo 1979) è un ex calciatore singaporiano, di ruolo attaccante. In precedenza ha giocato per i club della S.League Geylang United, Home United, Sengkang Punggol e Singapore Armed Forces. È noto per la sua abilità nel segnare gol nelle grandi partite e per essere stato un giocatore di movimento nei suoi primi anni di carriera.

## Palmarès

### Club
- Coppa di Singapore: 3

Home United: 2001, 2003, 2005
- Campionato singaporiano: 1

Home United: 2003

### Nazionale
- Tiger Cup/Campionato dell'ASEAN di calcio: 3

2004, 2007

### Individuale
- S.League Young Player of the Year: 2

2000, 2001
- Capocannoniere dei Giochi del Sud-Est asiatico: 1

2001
- S.League People's Choice Award: 1

2003